# برتيل أهلين
برتيل أهلين (17 مارس 1927 – 6 أغسطس 2008) هو ملاكم سويدي راحل، مثّل بلاده في الألعاب الأولمبية الصيفية 1948.

## روابط خارجية
برتيل أهلين على موقع أوليمبيديا (الإنجليزية)
- برتيل أهلين على موقع اللجنة الأولمبية السويدية (السويدية)